# Delfiner
Delfiner (Delphinidae) är en familj i ordningen valar, som omfattar nästan 40 arter uppdelade i 17 släkten, med strömlinjeformade vattenlevande däggdjur. 
De förekommer i alla världshav, mest i grundare havsdelar vid kontinentalsocklar. Delfiner lever av animalisk föda, företrädesvis fiskar och bläckfiskar. De är sociala djur med tämligen hög intelligens och kommunicerar bland annat genom ekolokalisering.
Deras ofta vänliga uppsyn och deras till synes lekfulla sätt har gjort att de ofta förekommer i olika kulturella yttringar. På grund av detta, och på grund av att de är lätta att träna så är de också populära att hållas på så kallade delfinarier där de ingår i akrobatiska föreställningar. Att hålla delfiner i fångenskap har kritiserats av natur- och djurskyddsorganisationer.

## Utseende
Delfiner är vanligtvis mellan 1,40 och 4,00 meter långa. Den största arten, späckhuggaren, når till och med en längd av tio meter. De minsta arterna väger omkring 50 kg och späckhuggaren har en maximal vikt av ungefär 9 000 kg. På grund av sin kroppsform har de ett särskilt lågt strömningsmotstånd och kan nå höga hastigheter. I delfinernas huvud finns ett organ som möjliggör ekolokalisering. Därför ser pannan ofta ut som en bula som kallas melon. Hos flera arter står bägge käkar framåt och bildar ett slags tryne. Med undantag av släktet Lissodelphis har alla delfiner en trekantig ryggfena.
I munnen av flera arter finns särskilt många tänder, upp till 65 i överkäken och 58 i underkäken.
Delfinerna har stor hjärna och en hjärnbark med komplex uppbyggnad, så att de av många zoologer räknas till de djur som har högst intelligens. fast det finns en teori som hävdar att delfinernas stora hjärna bara är en anpassning till livet i vatten med uppgiften att reglera kroppens temperatur. Basen för denna teori ligger i det stora antalet gliaceller i hjärnan och det jämförelsevis ringa antalet nervceller. Enligt allt som idag är känt om gliaceller deltar de inte i bearbetningen av information utan har bara biträdande funktioner för nervcellerna. Enligt teorin utgör de en värmeisolering för nervcellerna. Delfiner har god förmåga att lära sig rörelsemönster och att reagera på ljudsignaler. Deras uppfattningsförmåga angående abstrakta figurer som trekanter eller fyrkanter är dock lägre än hos duvor eller råttor.
Kroppsfärgen är vanligtvis sammansatt av svartaktiga eller vitaktiga element. Oftast är delfinernas undersida ljusare än ovansidan. Påfallande arter är till exempel strimmig delfin med inslag av blått och vanlig delfin med gula och bruna komponenter. De olika arterna skiljer sig från varandra även genom linjer och andra mönster.
Alla arter saknar hår. Bara under embryons utveckling förekommer några hår vid nosen men de tappas kort före eller efter födelsen.
Delfinernas hörsel och syn är mycket väl utvecklade. De har yttre öronöppningar, men dessa fyller troligtvis ingen funktion. Ljud når örats inre över underkäken och mellanörat. De kan höra ljud upp till 220 kHz som ligger i ultraljudzonen. Ögonen är huvudsakligen anpassade för synen under vatten men även över vatten har de bra synförmåga. En särskild form av känselsinne är delfinernas ekolokalisering med hjälp av ultraljud.
Andra kännetecken som skiljer delfiner från andra tandvalar är de hopvuxna första halskotorna, ett mindre antal revben, en delvis fusion av underkäkens bägge hälfter och mindre vassa tänder.
Delfiner avsöndrar med jämna mellanrum de yttre hudcellerna (peeling), hos vissa arter så ofta som varannan timme. På så sätt upprätthåller de det låga strömningsmotståndet.

## Ekologi

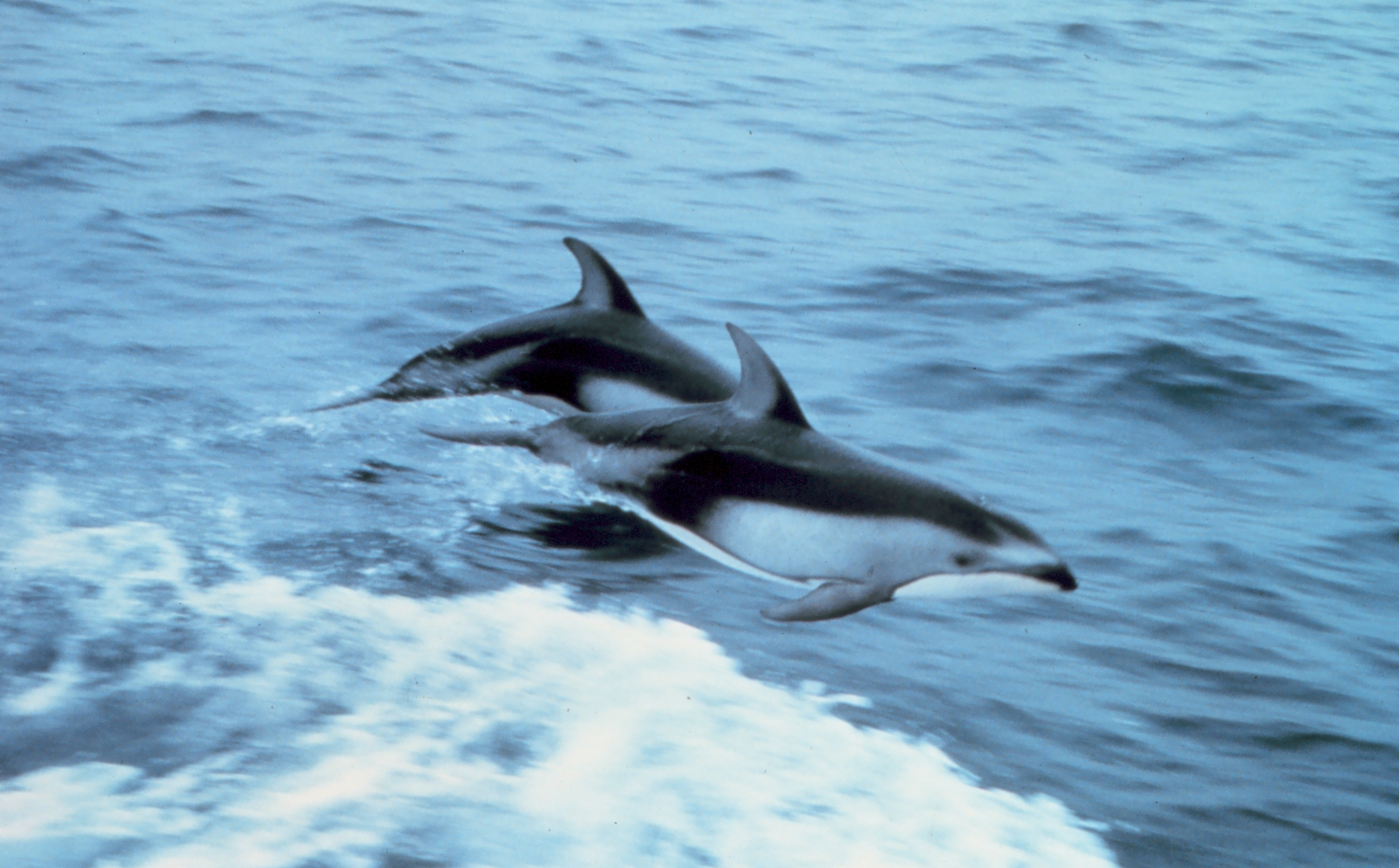
Två exemplar av stillahavsvitsiding (Lagenorhynchus obliquidens)

Delfiner når höga hastigheter när de simmar, ibland upp till 55 km/h. Flera, men inte alla arter, hoppar ofta ur vattnet för att göra akrobatiska rörelser. Dessa hopp tolkas som lek. Å andra sidan är delfiner genom dessa språng snabbare än i vattnet. De hittar på så sätt även möjliga platser med föda då de orienterar sig efter ansamlingar av måsar. De har förmåga att dyka 15 minuter till ett djup av 300 meter under vattenytan, men vanligtvis dyker de bara några minuter. Delfiner är även kända för att de simmar i närheten av fartyg för att "rida" på vågen.
Dessa djur har ett socialt beteende och lever i grupper. Vid platser med stor tillgång till föda samlas ibland upp till 1000 individer. För att kommunicera använder de olika ljud eller håller kroppskontakt med varandra. Sammansättningen av en grupp är inte förbestämd. Trots allt förekommer starka anknytningar mellan de olika individerna som visar sig i vården för sårade eller sjuka djur. Om deras flock blir attackerad bildar de friska vuxna delfinerna en ring runt de små delfinerna, de sårade och de gamla, som skulle bli ett lätt byte för en hungrig jägare. På så sätt kommer inte de anfallande djuren åt dem.
Mindre delfiner har till och med förmåga att döda större hajar tillsammans genom att kollidera med dem.
När delfiner sover bibehåller de alltid en halva av hjärnan vaken, på så sätt upphör aldrig andningen. De håller även ett öga öppet som skydd mot möjliga angrepp av fiender. När delfiner sover är de inte lika rörliga som när de är vakna.
Liksom alla valar föder delfiner bara ett ungdjur åt gången. Dräktigheten varar vanligtvis i ett år men det finns skillnader mellan de olika arterna. När en delfin är född finns det en annan kvinnlig delfin närvarande som fungerar som barnmorska.  Ungarna börjar några månader efter födelsen att äta fast föda och stannar i allmänhet i sex år hos modern.
Enligt de nyaste forskningarna av ett brittiskt-tyskt team har flasknosdelfinen ett särskilt system av visselljud för att identifiera enskilda individer. På så sätt kan de anropa en individ inom en grupp. Dessa visselljud särskiljs inte efter ljudets frekvens utan efter ljudföljden, liksom ett namn hos människor.

### Föda

Skiss över delfinernas eko-lokalisering

Delfiner jagar sina byten aktivt. De hittar rovet genom ekolokalisering. Vanligtvis har delfiner likformiga tänder som liknar koner. Dessa tjänar bara till att hålla fast fångna fiskar eller bläckfiskar. Byten slukas nästan alltid hela. Tändernas antal beror oftast på arternas grundföda. Arter som jagar fisk har vanligtvis många tänder, medan de arter som äter bläckfiskar har färre. Vissa delfiner fångar ibland kräftdjur. Som enda art i delfin-familjen livnär sig späckhuggaren av andra däggdjur. Den äter även sälar samt andra delfin- eller valarter. När delfiner jagar samarbetar de. Då simmar en flock delfiner kring ett fiskstim eller driver stimmet mot stranden.
När delfiner diar använder de samma teknik som andra valar. Honan sprutar den fettrika mjölken i ungdjurets mun, eftersom ungdjuret saknar läppar för att suga.

### Andningssystem
Delfiner har ett blåshål som sitter högst upp på hjässan så att delfinen kan andas på några sekunder. Varje andetag är en medveten handling, det sker alltså inte reflexmässigt utan delfiner måste tänka på att andas. De har en muskel som sitter vid blåshålet och med hjälp av den muskeln håller de blåshålet stängt medan de är under vattnet. De öppnar bara blåshålet när de når vattenytan. Delfinerna andas in luften genom blåshålet. Sedan förs luften via luftstrupen till lungorna. Där finns det alveoler och det är där gasutbytet sker. Det finns blodkärl runt alveolerna. Gasutbytet sker genom diffusion. Eftersom det finns lite koldioxid i alveolerna men mycket i blodkärlen så jämnar det ut sig genom diffusion och då jämnar syret ut sig också, eftersom det finns mycket syre i alveolerna men lite i blodkärlen och då åker syret till blodkärlen.
Vid varje andetag så ökar hjärtrytmen tre gånger och då pumpas blodet mycket snabbare och syreutbytet går därför väldigt snabbt. Delfiners blod innehåller mycket mer blodkroppar och därför tas syret upp mycket lättare vid varje andetag än hos t.ex. människor.

## Systematik
Delfinernas inre systematik är fortfarande omstridd. På grund av morfologiska skillnader delas familjen ibland upp i flera underfamiljer men det är inte känt om dessa återspeglar evolutionens lopp. Dessa underfamiljer är Delphininae (egentliga delfiner; 27 arter i 12 släkten), Globicephalinae (grindvalar; 7 arter i 5 släkten), Orcininae som omfattar de två arterna späckhuggare och falsk späckhuggare och Cephalorhynchinae (7 arter i 3 släkten).
Även irrawadidelfinens ställning i systematiken har varit kontroversiell. Ibland räknades arten till familjen vitvalar, men efter genetiska undersökningar klassas den till delfinerna.
Enligt Wilson & Reeder (2005) skiljs mellan följande släkten och arter:
- Släktet Cephalorhynchus
  - C. commersonii, Commersons delfin
  - C. eutropia, vitbukig delfin
  - C. heavisidii, bengueladelfin
  - C. hectori, Hectors delfin
- Släktet vanliga delfiner (Delphinus) 
  - D. capensis, kapspringare
  - D. delphis, vanlig delfin eller sadeldelfin, kallas också för springare.
- släkte Feresa
  - Feresa attenuata, dvärgspäckhuggare eller pygméspäckhuggare
- släkte Globicephala
  - Globicephala melas, långfenad grindval
  - Globicephala macrorhyncus, kortfenad grindval
- Släktet Grampus
  - G. griseus, Rissos delfin
- Släktet Lagenodelphis
  - L. hosei, kortnäbbad delfin
- Släktet Lagenorhynchus
  - L. acutus, norra Atlantvitsiding
  - L. albirostris, Vitnos
  - L. australis, Peales delfin
  - L. cruciger, timglasdelfin
  - L. obliquidens, stillahavsvitsiding
  - L. obscurus, södra Atlantvitsiding
- Släktet Lissodelphis
  - L. borealis, nordlig rätvalsdelfin
  - L. peronii, sydlig rätvalsdelfin eller sydamerikansk rätvalsdelfin
- Släktet Orcaella
  - O. brevirostris, Irrawadidelfin
  - Orcaella heinsohni
- släkte Orcinus
  - Orcinus orca, späckhuggare
- släkte Peponocephala
  - Peponocephala electra, melonhuvudval
- släkte Pseudorca
  - Pseudorca crassidens, falsk späckhuggare
- Släktet Sotalia
  - S. fluviatilis, tucuxi
- Släktet Sousa
  - S. chinensis, deltadelfin
  - S. teuszii, kamerundelfin
- Släktet Stenella
  - S. attenuata, betseldelfin
  - S. clymene, hjälmdelfin
  - S. coeruleoalba, strimmig delfin
  - S. frontalis, tygeldelfin
  - S. longirostris, spinndelfin
- Släktet Steno
  - S. bredanensis, näbbdelfin
- Släktet Tursiops
  - T. truncatus, öresvin eller flasknosdelfin
  - T. aduncus, indopacifiskt öresvin

Större arter förs ibland till en separat familj Globicephalidae ("späckhuggare och pilotvalar"). Floddelfiner tillhör inte familjen Delphinidae.
Det antas att släktena Lagenorhynchus och Stenella är polyfyletiska, det vill säga att dessa arter bara ytligt liknar varandra men inte är närmare släkt med varandra. Hittills finns ingen inre systematik som accepterats av majoriteten av auktoriteter.

## Delfiner och människan
Eftersom flera arter av delfin är lekfulla, sociala och lätta att träna, har de blivit populära på så kallade delfinarier där de ingår i akrobatiska föreställningar. Att hålla delfiner i fångenskap kritiseras av ett flertal natur- och djurskyddsorganisationer. Studier visar att delfiner i fångenskap lider av stressymptom och flertalet delfiner i fångenskap måste medicineras. Detta tillstånd beror främst på två viktiga faktorer, begränsad rörelsefrihet och hindrad kommunikation - då delfinernas ekoljud dämpas och begränsas av de omslutande bassängkanterna.[källa behövs]
Sovjetunionen genomförde träning av delfiner och sjölejon i Svarta havet med militära ändamål. Då Sovjetunionen kollapsade tillföll delfinerna som tränades i Krim det självständiga Ukraina. Djuren tränades under stort hemlighetsmakeri för olika räddningsuppdrag och för att kunna sättas in i sökningen efter sjöminor. De tränades även för hemliga militära attackuppdrag. Spekulationer har rört sig om exakt för vilka uppgifter delfinerna tränats; till exempel har kamikaze-uppdrag mot ubåtar, minläggning och att döda attackdykare nämnts.